# Guillermo Francella
Guillermo Héctor Francella (Buenos Aires, 14 febbraio 1955) è un attore argentino.

## Biografia
Francella è nato a Buenos Aires da una famiglia d'origine italiana, suo nonno, il cui cognome originario era Frangella, era infatti emigrato in Argentina dal comune calabrese di Falconara Albanese nel 1909. Dopo aver trascorso alcuni anni della sua infanzia nel barrio porteño di Villa del Parque, insieme ai parenti si è trasferito a Beccar, nel nord della grande conurbazione bonaerense.
Formatosi sulle più importanti pellicole del cinema italiano, il suo primo approccio alla recitazione è stato dopo aver finito il liceo, quando ha messo in scena la commedia Charlatanes di Julio F. Escobar con alcuni compagni di classe. All'inizio degli anni '80 ha recitato in uno spot pubblicitario per la Cinzano. Debuttò in televisione nel 1980, con Los hnos. Torterolo e poi ha fatto parte del cast di Historia de un trepador. Nel 1985 gira il suo primo film, El telo y la tele, inoltre partecipa come comparsa al film Los caballeros de la cama redonda con Alberto Olmedo. Ha partecipato ad altre serie televisive degli anni '80, come El infiel, interpretando il ruolo di Felipe per un anno. Nel 1986, ha girato tre film, Camarero nocturno en Mar del Plata e Las colegialas. Ha anche recitato in serie televisive, come El lobo e Juegos prohibidos. La sua carriera di attore televisivo e cinematografico continuò negli anni successivi con film come Los pilotos más locos del mundo, Paraíso relax e Bañeros II, la playa loca, che ebbe la sua terza parte nel 2006. Il suo primo grande successo televisivo è stato la commedia De carne somos, trasmesso da Canal 13 nel 1988. Dopo questa striscia ha recitato in Dalo por hecho, trasmesso da Canal 13, interpretando il ruolo di un truffatore. Francella realizzò anche due serie televisive molto popolari all'epoca, La familia Benvenuto e Un hermano es un hermano, con Javier Portales.
Nel 1989 recitò in uno dei suoi più grandi successi cinematografici, la commedia d'azione Los extermineitors, una parodia dei film d'azione degli anni '80. L'anno successivo girò Extermineitors II, la venganza del dragón, il sequel e la seconda parte della "saga degli sterminatori" di film comici; quella stessa saga alla fine si trasformò nella serie action-comedy del 1992 Brigada Cola, uno spin-off di Extermineitors dove Francella interpretava la protagonista, Francachella. Brigada Cola fu un grande successo di ascolti che divenne anche una versione teatrale di breve durata dello show con lo stesso cast. Durante i primi anni '90, Francella recitò in altri due sequel per Los sterminatori, con la saga che si concluse con la quarta parte nell'estate meridionale del 1992. Quando tornò a lavorare in TV la sua fama era cresciuta esponenzialmente, anche a livello internazionale, motivo per cui la sua serie successiva, Naranja y media fu tradotta in inglese e trasmessa in diversi paesi con il titolo My Better Halves. Il suo film successivo, Un argentino en New York, fu girato in Spagna e negli Stati Uniti; interpretato insieme all'attrice/cantante uruguaiana Natalia Oreiro, divenne uno dei maggiori successi del cinema argentino.
Il 1999 arrivò con una nuova sfida come attore, la serie Trillizos, ¡dijo la partera! con l'attrice Laura Novoa. In questa occasione, ha dovuto interpretare tre fratelli di Buenos Aires, Luigi, Marcelo ed Enzo, che integravano una classica famiglia di radici italiane, ma a turno, ognuno con una personalità diversa che li caratterizzava. Nel 2000 ha girato Papá es un ídolo che è stato tradotto in inglese con il nome di Daddy is My Idol in questo film Manuel Bandera e Millie Stegman. Tornò in televisione nel 2001, in uno dei ruoli più definitivi della sua carriera, nel programma comico Poné a Francella, dove prese parte a diversi sketch accanto al suo cast. Ha avuto due stagioni ed è andato in onda fino a dicembre 2002. Lì condivise il cast con Gabriel Goity, Alberto Fernández de Rosa, Roberto Carnaghi, Florencia Peña, Andrea Frigerio, Mariana Briski, Manuel Wirtz, René Bertrand, Toti Ciliberto e Cecilia Milone e con modelli emergenti come Pamela David, Luciana Salazar e Julieta Prandi. Le repliche sono state trasmesse fino al 2006 durante i fine settimana in Argentina, mentre in altri paesi dell'America Latina e negli Stati Uniti è stato trasmesso fino alla fine del 2004. Nel 2003 ha girato a Cuba, Un día en el paraíso, film in cui Guillermo Francella ha interpretato due personaggi, Reynaldo e Roy. Quell'anno ha recitato nella commedia unitaria, Durmiendo con mi jefe, con Luis Brandoni trasmessa da Canal 13.
Il suo film successivo, Papá se volvió loco, è uscito nel 2005 ed è diventato un successo nelle sale. Dal 2005 al 2006 ha recitato nella serie Casados con Hijos, un remake argentino di Sposati... con figli, interpretando il ruolo di José "Pepe" Argento. Per questo ruolo, nella prima stagione, l'Asociación de Periodistas de la Televisión y la Radiofonía Argentinas ha assegnato il Premio Martín Fierro al "Miglior attore protagonista di commedia", e nella seconda stagione, è stato nuovamente nominato ma ha perso contro Facundo Arana. Durante questi due anni, ha recitato con Enrique Pinti al teatro Lola Membrives di Buenos Aires e poi all'Auditorium Mar del Plata la commedia musicale The Producers, un grande successo di pubblico e di critica. È stato il debutto di Francella nel genere musicale.
Nel 2007 ha recitato in un nuovo film comico, Incorregibles, insieme al comico Dady Brieva e alla modella Gisela Van Lacke. Il film è stato un successo al botteghino, ma ha ricevuto recensioni negative dalla critica. Nel 2008, ha fatto una partecipazione speciale nel capitolo finale della soap opera Vidas robadas che ha vinto il premio Martín Fierro de Oro 2008. Alla fine dell'anno, si è recato in Messico per interpretare Rudo y Cursi insieme agli attori messicani Gael García Bernal e Diego Luna. Nel 2009, ha recitato accanto a Ricardo Darín e Soledad Villamil in Il segreto dei suoi occhi che ha venduto circa due milioni di biglietti ed è diventato il film più visto dell'anno, nonché il secondo film nazionale di maggior successo di tutti i tempi nel suo paese. Il film ha vinto un Oscar per il miglior film straniero.
Nel 2011 è tornato sul piccolo schermo con la commedia televisiva El hombre de tu vida, dove ha interpretato il ruolo di Hugo, un uomo colpito da una crisi di mezza età che decide di lavorare professionalmente come gigolò. Inoltre, insieme ad Arturo Puig, ha recitato nel film commedia di Ana Katz Los Marziano. Nel 2012 ha visto la prima del film commedia ¡Atraco!, con Francella accanto a Nicolás Cabré e Amaia Salamanca sotto la direzione di Eduard Cortés, interpretando un peronista fittizio di nome Merello. Inoltre, ha avuto un piccolo ruolo nel film El vagoneta en el mundo del cine. Nel 2013, ha recitato nel film romantico di Marcos Carnevale, Corazón de León, dove ha interpretato León Godoy, un uomo di bassa statura che si innamora di Ivana Cornejo (Julieta Díaz) un avvocato divorziato. Per questa interpretazione ha ricevuto la sua seconda nomination al Silver Condor Award, questa volta come miglior attore.
Nel 2014 ha recitato con Inés Estévez e Alejandro Awada nella commedia-dramma El misterio de la felicidad, diretto da Daniel Burman. Francella interpreta il ruolo di un uomo che cerca il suo amico scomparso mentre si innamora della moglie del suo amico. Inoltre, Francella è tornato a teatro e ha recitato insieme ad Adrián Suar in Dos pícaros sinvergüenzas, dove interpreta Lawrence Williams, un uomo che truffa le donne insieme al suo compagno. Nel 2015 ha recitato in Il clan, un film storico-thriller poliziesco sugli omicidi commessi dal "Clan Puccio" nei primi anni ottanta; Francella ha recitato nel ruolo di Arquimedes Puccio insieme a Peter Lanzani nel ruolo di Alejandro Puccio, e diretto da Pablo Trapero. Il film fu un successo al botteghino e ricevette una risposta complessivamente positiva dalla critica.

## Filmografia

### Attore

#### Cinema
- Los caballeros de la cama redonda, Gerardo Sofovich (1973)
- El Telo y la Tele, regia di Hugo Sofovich (1985)
- Brigada explosiva, regia di Enrique Dawi (1986)
- Camarero Nocturno en Mar del Plata, regia di Gerardo Sofovich (1986)
- Las colegialas se divierten, regia di	Fernando Siro (1986)
- Johny Tolengo, el majestuoso, regia di Gerardo Sofovich e Enrique Dawi 1987)
- Los Bañeros más Locos del Mundo, regia di	Carlos Galettini (1987)
- Los Pilotos más Locos del Mundo, regia di	Carlos Galettini (1988)
- Paraíso Relax, regia di Emilio Boretta (1988)
- Bañeros II, la playa loca, regia di Carlos Galettini (1989)
- Los extermineitors, regia di Carlos Galettini (1989)
- Yo Tenía un Plazo Fijo, regia di Emilio Boretta (1990)
- Extermineitors II, la venganza del dragón, regia di Carlos Galettini (1990)
- Extermineitors III, la gran pelea final, regia di	Carlos Galettini (1991)
- El travieso, regia di	Ismael Hase e Eduardo Rolondo (1991)
- Extermineitors IV, como hermanos gemelos, regia di Carlos Galettini (1992)
- Un argentino en New York, regia di Juan José Jusid (1998)
- Esa maldita costilla, regia di Juan José Jusid (1999)
- Papá es un Ídolo, regia di Juan José Jusid (2000)
- Un día en el paraíso, regia di Juan Bautista Stagnaro (2003)
- Papá se volvió loco, regia di	Rodolfo Ledo (2005)
- Bañeros III, Todopoderosos, regia di	Rodolfo Ledo (2006)
- Incorregibles, regia di Rodolfo Ledo (2007)
- Rudo y Cursi, regia di Carlos Cuarón (2008)
- Un novio para mi mujer, regia di Juan Taratuto (2008)
- Il segreto dei suoi occhi, regia di Juan José Campanella (2009)
- Los Marziano, regia di Ana Katz (2011)
- El vagoneta en el mundo, regia di Maximiliano Gutiérrez (2012)
- ¡Atraco!, regia di Eduard Cortés (2012)
- Corazón de León, regia di	Marcos Carnevale (2013)
- El misterio de la felicidad, regia di	Daniel Burman (2014)
- Il clan, regia di	Pablo Trapero (2015)
- Los que aman, odian, regia di	Alejandro Maci (2017)
- Animal, regia di Armando Bo (2018)
- Il mio capolavoro, regia di Gastón Duprat (2018)
- Olmedo, el rey de la risa, regia di Mariano Olmedo (2019)
- La rapina del secolo (El robo del siglo), regia di Ariel Winograd (2020)
- Grandine (Granizo), regia di Marcos Carnevale (2022)

#### Televisione
- Los hermanos Torterolo 1980
- Todos los días la misma historia (1982)
- Matrimonios y algo más (1983)
- Historia de un trepador (1984)
- El infiel	(1985)
- El lobo (1986)
- Buena plata (1987)
- Paremos la mano (1987)
- De carne somos (1988-1989)
- Yo tenía un plazo fijo (1990)
- Dalo por hecho (1990)
- La familia Benvenuto	(1991-1995)
- Brigada cola (1992-1993)
- Un hermano es un hermano	19971994-1995
- Naranja y media (1999)
- Trillizos, ¡dijo la partera!	(1999)
- Tiempo final (2000)
- EnAmorArte (2001)
- Poné a Francella (2001-2002)
- Infieles (2002)
- Durmiendo con mi jefe	(2003)
- La niñera	(2004)
- Casados con Hijos	(2005-2006)
- Alejo y Valentina	(2007)
- Vidas robadas	(2008)
- Revelaciones	(2009)
- El hombre de tu vida	(2011-2012)
- El host (2018)

## Riconoscimenti
- Premio Martín Fierro
  - 1988 – Miglior attore in commedia per De carne somos
  - 1997 – Miglior attore in commedia per Naranja y media
  - 2002 – Miglior lavoro umoristico per Poné a Francella
  - 2005 – Miglior attore in una commedia per Casados con Hijos
  - 2008 – Miglior partecipazione speciale in una fiction per Vidas robadas
- Condor d'argento
  - 2010 – Miglior attore non protagonista per Il segreto dei suoi occhi